# Sy Kadiatou Sow
Sy Kadiatou Sow, née le 7 mars 1955 à Nioro du Sahel,., est une femme politique malienne, ancienne ministre et première femme gouverneur au Mali.

## Biographie
Kadiatou Sow étudie au lycée Notre-Dame du Niger à Bamako. Le 31 juillet 1976, elle épouse Ousmane Sy, un agro-économiste qui aura aussi une carrière dans la politique, de confession musulmane comme elle, avec lequel elle aura trois enfants. Elle est titulaire d'une licence de lettres modernes en 1977 à l'université de Nice ainsi que d'une licence de droit public et d'une maîtrise de lettres modernesde l'université de Paris X (Nanterre) en 1978.
Elle a occupé plusieurs hautes fonctions au sein de l'administration malienne. Gestionnaire des ressources humaines à la Compagnie malienne des textiles (CMDT) de 1982 à 1990, elle est gouverneur du district de Bamako, première femme à occuper ce poste au Mali, entre avril 1993 et février 1994. Elle est chef de l’exécutif régional et présidente du conseil du district, chargée, entre autres, de la gestion urbaine. 
Les principales actions réussies à ce poste sont : l'impulsion et le renforcement de la dynamique GIE (Groupements d’Intérêt Economique) dans la gestion des déchets urbains qui a permis une implication importante des populations dans la gestion de leur environnement en général et en particulier, la collecte des ordures ménagères ; l'élaboration d’un programme de réhabilitation de quartiers spontanés dit « Programme Spécial Sauvons notre quartier », programme mis en œuvre à partir de 1993 dans le but de renforcer la sécurité foncière des habitants et d’améliorer leurs conditions de vie ; la dynamisation du jumelage-coopération entre Bamako et ses villes sœurs, en particulier Angers.
Elle est ministre des Affaires étrangères, des Maliens de l’extérieur et de l'Intégration africaine de février à octobre 1994, puis ministre de l'Urbanisme et de l'Habitat d'octobre 1994 à février 2000, avec comme attributions essentielles la promotion de l’habitat pour un développement plus harmonieux des villes maliennes de même que du renforcement de l’équipement cartographique et topographique sur le territoire national.
Les principales actions menées en ce poste ont été : l'élaboration de diverses politiques, notamment la politique sectorielle de développement urbain (1996), la stratégie nationale du logement (1995), et la politique nationale de cartographie et de topographie (1998).
Les politiques dont la mise en œuvre a abouti à la création de la Banque de l'habitat du Mali, de l’Office malien de l’habitat, divers ordres professionnels et la construction de logements économiques.
Elle occupe ensuite le poste de directrice du projet d’appui au développement communautaire.
Ce projet d’un coût de 14,2 milliards de FCFA et d’une durée de cinq ans constitue la seconde phase du PRP, projet de réduction de la pauvreté démarré en 2001 et clôturé en 2006. Le Projet est financé par le Gouvernement de la République du Mali et le Groupe de la BAD (Banque africaine de développement) intervient dans les régions de Kayes et Koulikoro, au niveau de 53 communes réparties entre six cercles.

## Engagement politique et civique
Kadiatou Sow s'est engagée très tôt dans la vie politique.
Membre fondateur du Parti africain pour la solidarité et la justice (Adema/PASJ), elle a été la secrétaire générale adjointe du comité exécutif de 2000 en 2003, directrice de campagne du candidat de l’Adéma aux élections présidentielles de 2002. 
Depuis février 2009, elle est la présidente  du comité exécutif de l’Association ADEMA, « Alliance pour la démocratie au Mali ».
Elle est aussi une militante du mouvement associatif féminin. Elle a été la présidente du collectif des femmes du Mali (COFEM) entre 1991 et 2000 ; membre du réseau des femmes africaines ministres et parlementaires, du groupe de réflexion et d’animation du Centre Djoliba, de la coopérative culturelle et d’éducation JAMANA.
Actuellement, elle est la présidente d'honneur de plusieurs associations de jeunes dont les Clubs UNESCO et Jeunesse de l’Union africaine de la Faculté de médecine, de pharmacie et d’odontostomatologie, la  Fédération malienne de Scrabble .

## Plateforme Antè A Bana - Touche pas à ma constitution
Depuis  juin 2017, elle préside la Plateforme Antè A Bana – Touche pas à ma Constitution. Cette plateforme créée le 11 juin 2017 se mobilise contre le projet de  la revision de la Constitution du Mali lancé par le Président de la république du Mali Ibrahim Boubacar Keïta et qui fut voté par les Députés de l’Assemblée Nationale du Mali. Le référendum d'approbation était prévu pour le 9 juillet 2017. Selon la plateforme, cette loi de révision constitutionnelle viole l’article 118, alinéa 3 de ladite constitution, qui stipule qu’aucune révision de la constitution ne peut être engagée s’il est porté atteinte à l’intégrité du territoire, ce qui est le cas avec l'occupation du nord du pays par des rebelles. La plateforme regroupe en son sein des organisations de la Société Civile comme le Mouvement Trop C'est Trop, le Collectif  Plus Jamais Ca, l'association CRAC Mali..., les leaders d'opinion dont Ras Bath, les artistes comme Master Soumy, et des partis politiques ADP Maliba, PARENA, URD...ETC. En plus de la violation de la constitution, d'autres points sont contestés dans ce projet de loi, notamment la creation du Senat, jugé non pertinent et budgétivore, et dont  les 1/3 des membres seront nommés par le Président .